# Neuer Jüdischer Friedhof (Florenz)

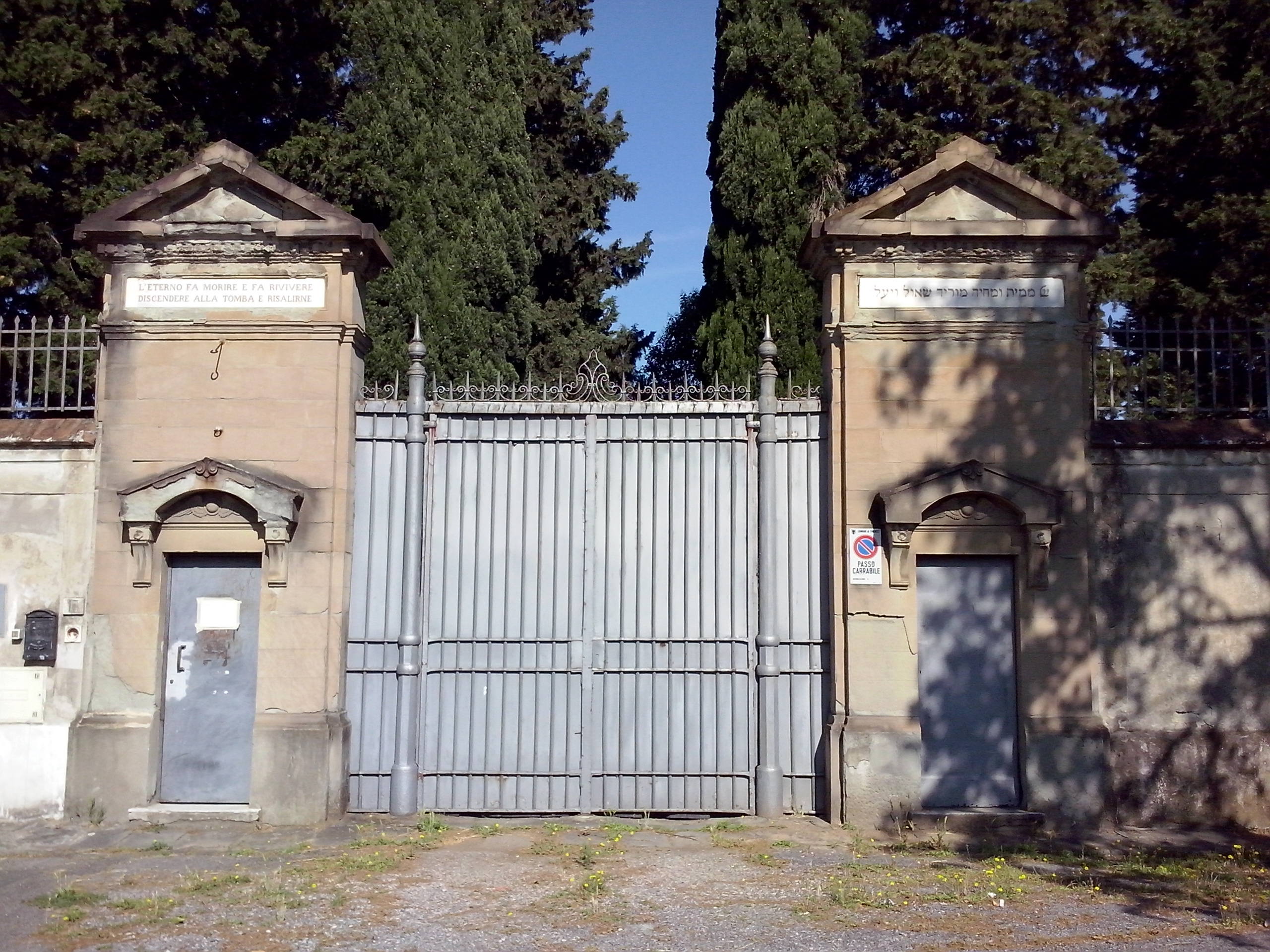
Eingang zum jüdischen Friedhof

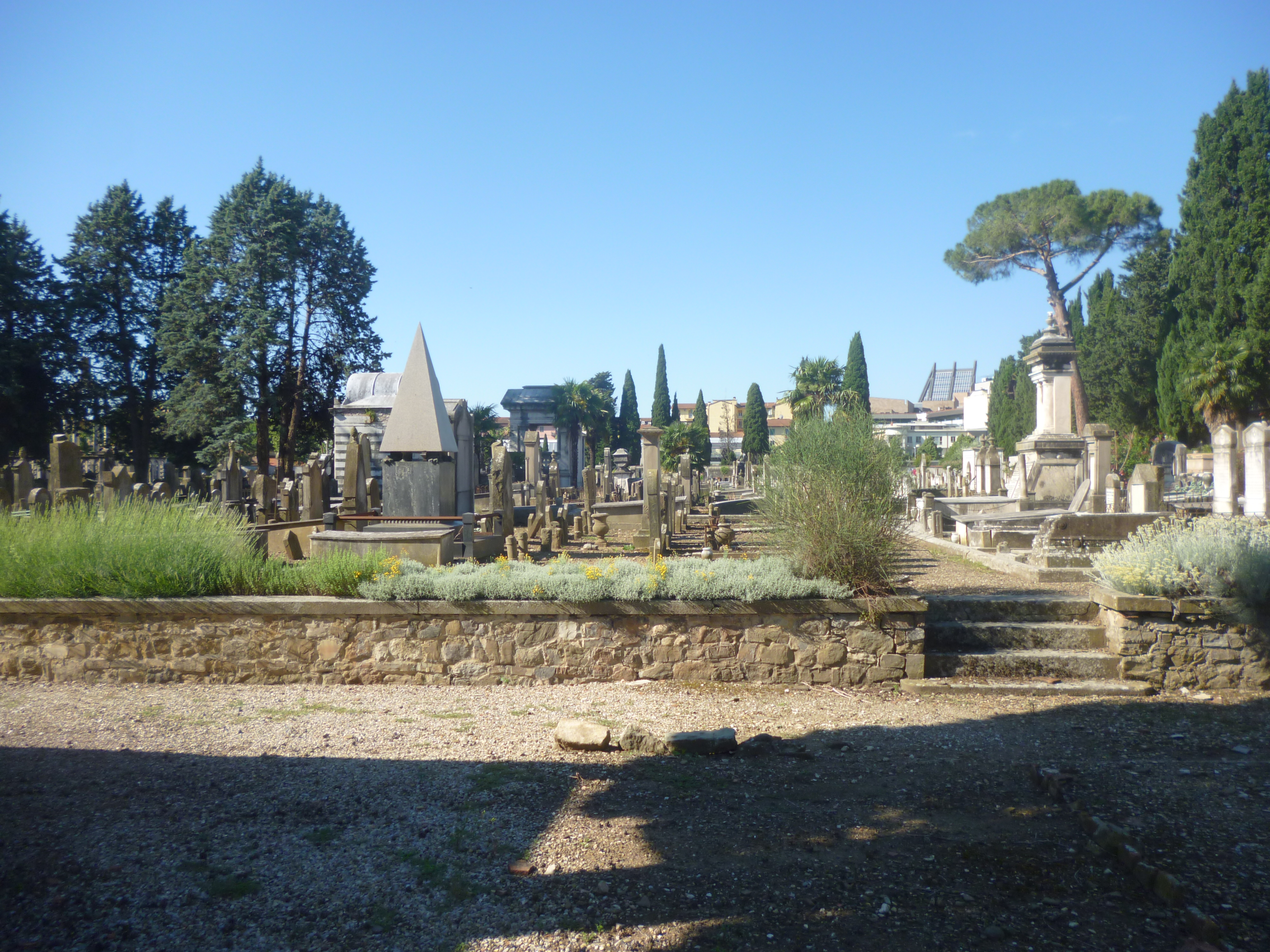
Ansicht des Friedhofs

Der Neue Jüdische Friedhof in Florenz, der Hauptstadt der italienischen Region Toskana, wurde 1880 errichtet. Der Jüdische Friedhof befindet sich in der Via di Caciolle, im Stadtviertel Rifredi. Er ersetzte den Alten jüdischen Friedhof, der geschlossen wurde.
Der Friedhof wird heute noch belegt. Auf dem Friedhof steht ein großes Taharahaus.